# Europaspiele 2023/Teilnehmer (Italien)
| Gelbes Symbol für Goldmedaillen mit stilisierten Olympischen Ringen | Graues Symbol für Silbermedaillen mit stilisierten Olympischen Ringen | Braundes Symbol für Bronzemedaillen mit stilisierten Olympischen Ringen |
| ------------------------------------------------------------------- | --------------------------------------------------------------------- | ----------------------------------------------------------------------- |
| 2                                                                   | 2                                                                     | 4                                                                       |

Italien nahm an den Europaspielen 2023 in Krakau teil.

## Medaillengewinner
| Name/n | Sportart          | Wettkampf                        |
| --- | ----------------- | -------------------------------- |
| Gold |                   |                                  |
| Gabriele Casadei Carlo Tacchini | Kanu              | C2 500 m Männer                  |
| Samuele Ceccarelli | Leichtathletik    | 100 m Männer                     |
| Alessandro Sibilio | Leichtathletik    | 400 m Hürden Männer              |
| Zane Weir | Leichtathletik    | Kugelstoßen Männer               |
| Sara Fantini | Leichtathletik    | Diskuswurf Frauen                |
| Gianmarco Tamberi | Leichtathletik    | Hochsprung Männer                |
| Tobia Bocchi | Leichtathletik    | Dreisprung Männer                |
| Giorgio Minisini Lucrezia Ruggiero | Synchronschwimmen | Mixed Duett technisches Programm |
| Silber |                   |                                  |
| Ovidio Alla Luca Bertacca Leandro Casapieri Tommaso Fazzini Gianmarco Genovali Marco Giordani Alessandro Miceli Sebastiano Paterniti Alessandro Remedi Samuele Sassari Francesco Sciacca Emmanuele Zurlo | Beachsoccer       | Männer                           |
| Erminia Perfetto | Karate            | Kumite Frauen, Klasse bis 50 kg  |
| Nadia Battocletti | Leichtathletik    | 5000 m Frauen                    |
| Ayomide Folorunso | Leichtathletik    | 400 m Hürden Frauen              |
| Lorenzo Patta Samuele Ceccarelli Marco Ricci Filippo Tortu | Leichtathletik    | 4 × 100 m Männer                 |
| Daisy Osakue | Leichtathletik    | Diskuswurf Frauenr               |
| Mattia Furlani | Leichtathletik    | Weitsprung Männer                |
| Sarah Jodoin di Maria Lorenzo Marsaglia Chiara Pellacani Eduard Timbretti Gugiu | Wasserspringen    | Mannschaft                       |
| Bronze |                   |                                  |
| Mattia Busato | Karate            | Kata Männer                      |
| Angelo Crescenzo | Karate            | Kumite Männer, Klasse bis 60 kg  |
| Ottavia Cestonaro | Leichtathletik    | Dreisprung Frauen                |
| Larissa Iapichino | Leichtathletik    | Weitsprung Frauen                |
| Danilo Sollazzo Sofia Ceccarello | Schießen          | 10 m Luftgewehr Mixed-Team       |
| Paolo Monna | Schießen          | 10 m Luftpistole Männer          |

## Teilnehmer nach Sportarten

### Beachsoccer

#### Männer
| Wettbewerb   | Männer |
| ------------ | --- |
| Teilnehmer   | Ovidio Alla Luca Bertacca Leandro Casapieri Tommaso Fazzini Gianmarco Genovali Marco Giordani Alessandro Miceli Sebastiano Paterniti Alessandro Remedi Samuele Sassari Francesco Sciacca Emmanuele Zurlo |
| Trainer      | Emiliano Del Duca |
| Gruppenphase | Ukraine 5:6 Moldau 6:4 Schweiz 5:3 |
| Halbfinale   | Spanien 6:5 |
| Finale       | Schweiz 2:5 |
| Platzierung  | Silber |

Ersatz: Josep Gentilin, Salvatore Sanfilippo

#### Frauen
| Wettbewerb       | Frauen |
| ---------------- | --- |
| Teilnehmerinnen  | Caterina Bargi Tainã dos Santos Alice Ferrazza Martina Galloni Sandy Iannella Francesca Maiorca Debora Naticchioni Melania Pisa Veronica Privitera Angela Ruotolo Claudia Saggion Maria Vecchione |
| Trainer          | Emiliano Del Duca |
| Gruppenphase     | Ukraine 1:2 Spanien 0:0 (2:4 n. N.) |
| Spiel um Platz 5 | Tschechien 3:2 |
| Platzierung      | 5 |

Ersatz: Giulia Olivieri, Syria Pagiarino

### Leichtathletik
| Wettbewerb  | Wettbewerb | Punkte | Punkte | Punkte | Punkte | Punkte | Punkte | Punkte     | Punkte    | Punkte    | Punkte      | Punkte           | Punkte      | Punkte    | Punkte     | Punkte     | Punkte         | Punkte     | Punkte     | Punkte     | Punkte | Rang |
| Wettbewerb  | Wettbewerb | 100 m  | 200 m  | 400 m  | 800 m  | 1500 m | 5000 m | 110 m Hü.* | 400 m Hü. | 4 × 100 m | 4 × 400 m** | 3000 m Hindernis | Kugelstoßen | Speerwurf | Hammerwurf | Diskuswurf | Stabhochsprung | Hochsprung | Dreisprung | Weitsprung | Gesamt | Rang |
| ----------- | ---------- | ------ | ------ | ------ | ------ | ------ | ------ | ---------- | --------- | --------- | ----------- | ---------------- | ----------- | --------- | ---------- | ---------- | -------------- | ---------- | ---------- | ---------- | ------ | ---- |
| 1. Division | Männer     | 16     | 14     | 9      | 6      | 13     | 14     | 14         | 16        | 15        | 12          | 13               | 16          | 3         | 6          | 10         | 12             | 16         | 16         | 15         | 426,5  | Gold |
| 1. Division | Frauen     | 5      | 12     | 11     | 10,5   | 13     | 16     | 12         | 15        | 5         | 12          | 10               | 6           | 3         | 16         | 15         | 6,5            | 4,5        | 15         | 15         | 426,5  | Gold |

* Die Frauen traten über 100 m Hürden, statt 110 m Hürden an.
** Die 4 × 400 m waren ein Mixed-Wettkampf.

#### Einzelresultate
| Wettbewerb       | Männer                                                     | Männer          | Männer | Männer      | Frauen                                                                | Frauen       | Frauen | Frauen      |
| Wettbewerb       | Athlet                                                     | Ergebnis        | Rang   | Rang Gesamt | Athletin                                                              | Ergebnis     | Rang   | Rang Gesamt |
| ---------------- | ---------------------------------------------------------- | --------------- | ------ | ----------- | --------------------------------------------------------------------- | ------------ | ------ | ----------- |
| 100 m            | Samuele Ceccarelli                                         | 10,13 s =PB     | 01     | Gold        | Zaynab Dosso                                                          | 11,45 s SB   | 12     | 15          |
| 200 m            | Filippo Tortu                                              | 20,61 s         | 03     | 05          | Dalia Kaddari                                                         | 23,08 s SB   | 05     | 06          |
| 400 m            | Lorenzo Benati                                             | 45,53 s PB      | 08     | 10          | Alice Mangione                                                        | 51,55 s SB   | 06     | 08          |
| 800 m            | Catalin Tecuceanu                                          | 1:47,81 min     | 11     | 13          | Eloisa Coiro                                                          | 2:01,03 min  | =6     | =10         |
| 1500 m           | Pietro Arese                                               | 3:38,13 min     | 04     | 04          | Sintayehu Vissa                                                       | 4:12,62 min  | 04     | 10          |
| 5000 m           | Yemaneberhan Crippa                                        | 13:34,29 min SB | 03     | 03          | Nadia Battocletti                                                     | 15:25,09 min | 01     | Silber      |
| 110/100 m Hürden | Hassane Fofana                                             | 13,47 s         | 03     | 04          | Elisa Maria Di Lazzaro                                                | 13,21 s      | 05     | 11          |
| 400 m Hürden     | Alessandro Sibilio                                         | 48,14 s CR      | 01     | Gold        | Ayomide Folorunso                                                     | 54,79 s SB   | 02     | Silber      |
| 3000 m Hindernis | Osama Zoghlami                                             | 8:30,09 min     | 04     | 04          | Eleonora Curtabbi                                                     | 9:59,01 min  | 07     | 12          |
| 4 × 100 m        | Lorenzo Patta Samuele Ceccarelli Marco Ricci Filippo Tortu | 38,47 s SB      | 02     | Silber      | Johanelis Herrera Abreu Dalia Kaddari Anna Bongiorni Vittoria Fontana | 52,28 s SB   | 12     | 34          |
| Kugelstoßen      | Zane Weir                                                  | 21,59 m         | 01     | Gold        | Monia Cantarella                                                      | 15,66 m      | 11     | 15          |
| Speerwurf        | Michele Fina                                               | 69,47 m         | 14     | 27          | Federica Botter                                                       | 49,12 m      | 14     | 23          |
| Hammerwurf       | Giorgio Olivieri                                           | 68,85 m         | 11     | 18          | Sara Fantini                                                          | 73,26 m =SB  | 01     | Gold        |
| Diskuswurf       | Alessio Mannucci                                           | 59,66 m         | 07     | 15          | Daisy Osakue                                                          | 64,35 m      | 02     | Silber      |
| Stabhochsprung   | Claudio Michel Stecchi                                     | 5,80 m          | 05     | 05          | Roberta Bruni                                                         | 4,25 m       | =10    | =13         |
| Hochsprung       | Gianmarco Tamberi                                          | 2,29 m SB       | 01     | Gold        | Erika Furlani                                                         | 1,80 m       | =12    | =21         |
| Dreisprung       | Tobia Bocchi                                               | 16,84 m         | 01     | Gold        | Ottavia Cestonaro                                                     | 14,09 m      | 02     | Bronze      |
| Weitsprung       | Mattia Furlani                                             | 7,97 m          | 02     | Silber      | Larissa Iapichino                                                     | 6,66 m       | 02     | Bronze      |

| Wettbewerb | Mixed                                                             | Mixed          | Mixed | Mixed       |
| Wettbewerb | Athleten                                                          | Ergebnis       | Rang  | Rang Gesamt |
| ---------- | ----------------------------------------------------------------- | -------------- | ----- | ----------- |
| 4 × 400 m  | Edoardo Scotti Ayomide Folorunso Alessandro Sibilio Anna Polinari | 3:13,56 min SB | 5     | 5           |

Ersatz: Simone Barontini, Simone Bertelli, Giacomo Bertoncelli, Veronika Besana, Rebecca Borga, Federico Lorenzo Bruno, Ludovica Cavalli, Simone Comini, Emily Conte, Dariya Derkach, Eseosa Fostine Desalu, Leonardo Fabbri, Simone Falloni, Giovanni Faloci, Marco Fassinotti, Andrea Federici, Gloria Hooper, Emmanuel Ihemeje, Sara Jemai, Brayan Lopez, Eleonora Marchiando, Riccardo Meli,  Matteo Melluzzo, Ossama Meslek, Elisa Molinarolo, Gabriele Montefalcone, Rachele Mori, Linda Palumbo, Alessia Pavese, Davide Re, Roberto Rigali, Gaia Sabbatini, Lorenzo Ndele Simonelli, Stefano Sottile, Asia Tavernini, Antonino Trio, Ala Zoghlami